# Herbert Feis
Herbert Feis (7 de junho de 1893 – 2 de março de 1972) foi um historiador, autor e economista americano que foi Conselheiro para Assuntos Econômicos Internacionais (na época, o mais alto cargo econômico) no Departamento de Estado dos Estados Unidos durante os governos de Herbert Hoover e Franklin Roosevelt. Com base nesta experiência, sua carreira subsequente de 25 anos foi como um dos principais estudiosos da história diplomática americana do período da Segunda Guerra Mundial. Ele desenvolveu essa narrativa em 11 livros e ganhou o Prêmio Pulitzer de História anual em 1961 por um deles, Between War and Peace: The Potsdam Conference (Princeton University Press, 1960), que retrata a Conferência de Potsdam e as origens da Guerra Fria.

## Juventude
Feis nasceu na cidade de Nova Iorque. Seus pais, Louis Feis e Louise Waterman Feis, eram imigrantes judeus da Alsácia, França, que vieram para a América no final dos anos 1800. Seu tio inventou o fogão Waterman. Conforme a fortuna da família melhorou, eles se mudaram do Lower East Side para o Upper West Side de Manhattan, onde Feis completou sua educação secundária na Townsend Harris Hall Prep School. Ele se formou no Harvard College, obteve um Ph.D. em Economia em Harvard, e casou-se com Ruth Stanley-Brown, neta do presidente americano James Garfield; eles tiveram uma filha.

## Carreira
Feis foi instrutor na Universidade Harvard (1920–1921), professor associado de economia na Universidade do Kansas (1922–1925), e professor e chefe de departamento na Universidade de Cincinnati (1926–1929). Ele publicou uma série de estudos acadêmicos. De 1922 a 1927, ele também foi conselheiro sobre a economia americana para o Escritório Internacional do Trabalho (OIT) da Liga das Nações, em Genebra, Suíça. Ele esteve na equipe do Conselho de Relações Exteriores de 1930 a 1931. Seu primeiro livro importante, Europe, the World's Banker, 1870-1914 (1930), impressionou o Secretário de Estado Henry L. Stimson, que recrutou Feis para o Departamento de Estado, onde Feis permaneceu de 1931 a 1943, aconselhando Stimson e depois o Secretário de Estado Cordell Hull. Ele ajudou a moldar as políticas econômicas internacionais da nação e representou o governo em numerosas conferências internacionais, incluindo a Conferência Econômica e Monetária Mundial de 1933 em Londres e as reuniões da Conferência das Repúblicas Americanas realizadas em Buenos Aires (1936), Lima (1938), e Panamá (1939). Quando a Segunda Guerra Mundial se aproximava, ele presidiu o Comitê Interdepartamental do governo para Estocar Matérias-Primas Estratégicas e Críticas. De 1943 a 1947, ele se juntou novamente a Stimson, que então era Secretário da Guerra. Após se aposentar do serviço público, ele passou os próximos 25 anos documentando a história diplomática americana dos períodos Pré-Guerra, Segunda Guerra Mundial e início da Guerra Fria. Ele teve acesso a documentos secretos, bem como suas próprias memórias, para rastrear o curso complicado que Washington seguiu ao abandonar seu isolacionismo tradicional por uma política de intervenção global. Seus livros às vezes são considerados representantes da interpretação "ortodoxa" da história. Sua análise das origens da Guerra Fria foi desafiada pela esquerda durante a era do Vietnã, com a alegação de que os bombardeios de Hiroshima e Nagasaki foram projetados principalmente para impedir o expansionismo soviético e, assim, causaram a Guerra Fria. No entanto, estudos desde os anos 1980 amplamente validaram sua interpretação do uso de armas nucleares em 1945 como um esforço para acabar com o derramamento de sangue o mais rápido possível.

## Críticas
Segundo o Dictionary of American Biography:
Feis não estava livre de críticos. Alguns alegaram que como um "historiador da corte" ele não poderia escrever objetivamente sobre as políticas e ações governamentais que ele mesmo havia ajudado a formular. Seu envolvimento próximo com as pessoas e eventos sobre os quais escreveu, disseram, o "acorrentou" a uma "linha do establishment". Um crítico inglês descreveu seu estudo premiado de 1960 sobre a Conferência de Potsdam como "um resumo do Departamento de Estado, traduzido em termos de erudição histórica". Mas a visão dominante era que, embora a participação de Feis nos eventos animasse sua narrativa, ele escreveu história objetiva caracterizada por análise razoavelmente desapaixonada. Como um insider com acesso a documentos governamentais fechados a outros estudiosos, ele tinha uma vantagem incomum, um fato do qual estava bem ciente. Talvez por causa disso, ele devotou muito tempo durante os anos 1960 tentando persuadir funcionários do governo de que eles poderiam abrir documentos governamentais para estudiosos pesquisadores muito mais cedo do que era costumeiro sem comprometer a segurança nacional.

## Legado
O Prêmio Herbert Feis é concedido anualmente desde 1984 pela Associação Histórica Americana, uma importante sociedade profissional de historiadores, para reconhecer o trabalho recente de historiadores públicos ou acadêmicos independentes.

## References
1. ↑  "History". The Pulitzer Prizes. Retrieved 25 de novembro de 2013.
2. ↑   Herbert Feis, 2004, American Authors by Answers.com; publisher, Answers.com
3. ↑  Em https://history.state.gov, o Escritório do Historiador do Departamento de Estado dos EUA publica os documentos oficiais registrando a diplomacia americana em todas as administrações, incluindo as dos presidentes Hoover, F. Roosevelt e Truman. Em abril de 2024, uma pesquisa neste site usando o termo "Feis" produziu 336 referências datadas de 1932 a 1950.
4. ↑  Doenecke, 1999.
5. ↑  Dictionary of American Biography (1994).
6. ↑  Kort, 2007.
7. ↑  "Herbert Feis." Dictionary of American Biography (1994).
8. ↑  
«Herbert Feis Award». American Historical Association. Consultado em 29 de março de 2015
9. ↑  Feis, Herbert. The Settlement of Wage Disputes. [S.l.: s.n.]
10. ↑  Feis, Herbert (1940). The changing pattern of international economic affairs. [S.l.]: Harper & Brothers
11. ↑  Feis, Herbert (1947). Seen from E. A.: Three International Episodes. [S.l.]: Knopf
12. ↑  Herbert Feis (1948). The Spanish Story. [S.l.]: Alfred A. Knopf
13. ↑  Van Alstyne, Richard W. (1951). «Review of The Road to Pearl Harbor. The Coming of the War Between the United States and Japan». The Far Eastern Quarterly. 11 (1): 107–109. JSTOR 2048916. doi:10.2307/2048916
14. ↑  Feis, Herbert (1953). China Tangle: The American Effort in China from Pearl Harbor to the Marshall Mission. [S.l.]: Princeton University Press. ISBN 9781400868278
15. ↑  Herbert Feis (1957). Churchill Roosevelt Stalin. [S.l.]: Princeton University Press
16. ↑  Feis, Herbert (1960). Between War and Peace: The Potsdam Conference. [S.l.]: Princeton University Press. ISBN 9780691056036
17. ↑  Feis, Herbert (1966). The Atomic Bomb and the End of World War II 2nd Revised ed. [S.l.]: Princeton University Press. ISBN 9780691056012
18. ↑  Feis, Herbert (1966). 1933: Characters in Crisis. [S.l.]: Little, Brown
19. ↑  «Contest over Japan». New York W. W. Norton. 1967
20. ↑  Feis, Herbert (1970). From trust to terror: the onset of the cold war, 1945-1950. [S.l.]: Norton. ISBN 9780393054255